# Stanimir Stoiłow
Stanimir Kolew Stoiłow, bułg. Станимир Стоилов (ur. 13 lutego 1967 w Chaskowie) – bułgarski piłkarz występujący na pozycji ofensywnego pomocnika, oraz trener piłkarski.

## Kariera piłkarska
Jest wychowankiem FK Chaskowo, który, gdy Stoiłow rozpoczynał przygodę z seniorską drużyną tego klubu, grał w II lidze. Dopiero w sezonie 1989–1990 zespół wywalczył awans do ekstraklasy, jednak krótko po tym wydarzeniu Stoiłow przeniósł się do Lewskiego Sofia. Między 1990 a 2003, kiedy zakończył piłkarską karierę, występował w Lewskim łącznie przez osiem sezonów, trzy ostatnie jako grający asystent trenera. Z klubem ze stolicy kraju zdobył pięć tytułów mistrza kraju oraz tyle samo Pucharów. W przerwach był zawodnikiem m.in. drużyn portugalskich (SC Campomaiorense, z którym w sezonie 1995–1996 spadł z I ligi) oraz tureckich (Fenerbahçe SK).
W reprezentacji Bułgarii zadebiutował 26 sierpnia 1992. W towarzyskim spotkaniu z Turcją (2:3) wystąpił od pierwszej minuty i strzelił dwa gole. Za selekcjonerskiej kadencji Dimityra Penewa zagrał w drużynie narodowej jeszcze pięciokrotnie; był poważnym kandydatem do kadry na Mundial 1994, (na którym podopieczni Penewa zajęli czwarte miejsce), jednak odpadł w ostatniej fazie selekcji. Druga przygoda z reprezentacją rozpoczęła się dla niego w czerwcu 1999, kiedy po czteroletniej przerwie znów otrzymał powołanie. Wystąpił od pierwszej minuty w meczach eliminacyjnych do Euro 2000 z Polską, Anglią, Szwecją i Luksemburgiem, oraz kilku spotkaniach towarzyskich. Z kadrą pożegnał się w marcu 2000.

## Kariera szkoleniowa

### Lewski Sofia
Po zakończeniu kariery piłkarskiej pracował w sztabie szkoleniowym Lewskiego, a w lipcu 2004 zastąpił Georgi Wasilewa na stanowisku pierwszego trenera. W ciągu trzech lat jego pracy, klub zdobył dwa mistrzostwa i dwa Puchary kraju, dotarł do ćwierćfinału Pucharu UEFA, a w sezonie 2006–2007 – jako pierwsza drużyna z Bułgarii – awansował do fazy grupowej Ligi Mistrzów. Tu jednak Lewski przegrał wszystkie mecze (z FC Barceloną, Chelsea F.C. i Werderem Brema), a rozgrywki zakończył z bilansem bramek 1:17. Wśród wychowanków Stoiłowa z tego czasu byli zawodnicy, którzy dzięki dobrym występom w Lewskim, trafili do reprezentacji Bułgarii: Stanisław Angełow, Georgi Petkow, Elin Topuzakow, Dimityr Tełkijski i Waleri Domowczijski, a także dwaj obcokrajowcy, Chorwat Igor Tomašić oraz Brazylijczyk Lucio Wagner, którzy również grali w bułgarskiej kadrze.
25 kwietnia 2007 Stoiłow zajął zwolnione przez Christo Stoiczkowa stanowisko selekcjonera reprezentacji Bułgarii. Poprowadził zespół w dwu meczach eliminacyjnych przeciw Białorusi w czerwcu (2:0 i 2:1). Zgodnie z wcześniejszą umową bez względu na wynik tych spotkań miał powrócić do Lewskiego, a latem 2007 na stanowisku trenera kadry miał zostać zatrudniony doświadczony szkoleniowiec z zagranicy, jednak to właśnie Stoiłowowi prezes Bułgarskiego Związku Piłki Nożnej Borisław Michajłow zaproponował podpisanie długoterminowego kontraktu. Opiekun mistrza Bułgarii odmówił i rozpoczął przygotowania z Lewskim do nowego sezonu.
Już po dwunastu kolejkach, 3 grudnia, na wyraźną prośbę prezesa Todora Batkowa złożył dymisję. Jej bezpośrednią przyczyną była ligowa porażka z CSKA Sofia, która spowodowała, że mistrz kraju spadł na trzecią pozycję w tabeli. Kibice klubu sprzeciwili się tej decyzji. Ostatecznie, 6 grudnia, po specjalnym spotkaniu prezesa z działaczami Lewskiego postanowiono, że dymisja zostanie wycofana, a trener otrzyma jeszcze jedną szansę. Jednak klub nie obronił tytułu mistrza kraju i w maju 2008 Stoiłow ostatecznie musiał rozstać się z Lewskim.

### Liteks Łowecz i reprezentacja Bułgarii
| Mecze reprezentacji Bułgarii pod wodzą Stanimira Stoiłowa (2009–2010) | Mecze reprezentacji Bułgarii pod wodzą Stanimira Stoiłowa (2009–2010) | Mecze reprezentacji Bułgarii pod wodzą Stanimira Stoiłowa (2009–2010) | Mecze reprezentacji Bułgarii pod wodzą Stanimira Stoiłowa (2009–2010) | Mecze reprezentacji Bułgarii pod wodzą Stanimira Stoiłowa (2009–2010) | Mecze reprezentacji Bułgarii pod wodzą Stanimira Stoiłowa (2009–2010) | Mecze reprezentacji Bułgarii pod wodzą Stanimira Stoiłowa (2009–2010) |
| Data                                                                  | Przeciwnik                                                            | Z-R-P                                                                 | Wynik                                                                 | Stadion                                                               | Rozgrywki                                                             |                                                                       |
| 2009                                                                  | 2009                                                                  | 2009                                                                  | 2009                                                                  | 2009                                                                  | 2009                                                                  | 2009                                                                  |
| --------------------------------------------------------------------- | --------------------------------------------------------------------- | --------------------------------------------------------------------- | --------------------------------------------------------------------- | --------------------------------------------------------------------- | --------------------------------------------------------------------- | --------------------------------------------------------------------- |
| 11 lutego 2009                                                        | Szwajcaria                                                            | R                                                                     | 1–1                                                                   | Stade de Genève, Genewa                                               | Mecz towarzyski                                                       |                                                                       |
| 28 marca 2009                                                         | Irlandia                                                              | R                                                                     | 1–1                                                                   | Croke Park, Dublin                                                    | El. do Mundialu 2010                                                  |                                                                       |
| 1 kwietnia 2009                                                       | Cypr                                                                  | Z                                                                     | 2–0                                                                   | Stadion Narodowy im. Wasiła Lewskiego, Sofia                          | El. do Mundialu 2010                                                  |                                                                       |
| 6 czerwca 2009                                                        | Irlandia                                                              | R                                                                     | 1–1                                                                   | Stadion Narodowy im. Wasiła Lewskiego, Sofia                          | El. do Mundialu 2010                                                  |                                                                       |
| 12 sierpnia 2009                                                      | Łotwa                                                                 | Z                                                                     | 1–0                                                                   | Stadion Narodowy im. Wasiła Lewskiego, Sofia                          | Mecz towarzyski                                                       |                                                                       |
| 5 września 2009                                                       | Czarnogóra                                                            | Z                                                                     | 4–1                                                                   | Stadion Narodowy im. Wasiła Lewskiego, Sofia                          | El. do Mundialu 2010                                                  |                                                                       |
| 9 września 2009                                                       | Włochy                                                                | P                                                                     | 0–2                                                                   | Stadio Olimpico, Turyn                                                | El. do Mundialu 2010                                                  |                                                                       |
| 10 października 2009                                                  | Cypr                                                                  | P                                                                     | 1–4                                                                   | Stadion im. Antonisa Papadopoulosa, Larnaka                           | El. do Mundialu 2010                                                  |                                                                       |
| 14 października 2009                                                  | Gruzja                                                                | Z                                                                     | 6–2                                                                   | Stadion Narodowy im. Wasiła Lewskiego, Sofia                          | El. do Mundialu 2010                                                  |                                                                       |
| 18 listopada 2009                                                     | Malta                                                                 | Z                                                                     | 4–1                                                                   | Hibernians Ground, Paola                                              | Mecz towarzyski                                                       |                                                                       |
| 2010                                                                  |                                                                       |                                                                       |                                                                       |                                                                       |                                                                       |                                                                       |
| 3 marca 2010                                                          | Polska                                                                | P                                                                     | 0-2                                                                   | Stadion im. Gen. K.Sosnkowskiego, Warszawa                            | Mecz towarzyski                                                       |                                                                       |
| 19 maja 2010                                                          | Belgia                                                                | P                                                                     | 1-2                                                                   | Stadion Króla Baudouina I, Bruksela                                   | Mecz towarzyski                                                       |                                                                       |
| 24 maja 2010                                                          | RPA                                                                   | R                                                                     | 1-1                                                                   | Soccer City Stadium, Johannesburg                                     | Mecz towarzyski                                                       |                                                                       |
| 11 sierpnia 2010                                                      | Rosja                                                                 | P                                                                     | 0-1                                                                   | Stadion Łużniki, Moskwa                                               | Mecz towarzyski                                                       |                                                                       |
| 3 września 2010                                                       | Anglia                                                                | P                                                                     | 0-4                                                                   | Stadion Wembley, Londyn                                               | El. do Euro 2012                                                      |                                                                       |
| 7 września 2010                                                       | Czarnogóra                                                            | P                                                                     | 0-1                                                                   | Stadion Narodowy im. Wasiła Lewskiego, Sofia                          | El. do Euro 2012                                                      |                                                                       |

Niedługo potem przyjął propozycję prowadzenia Liteksu Łowecz.
Pod koniec grudnia 2008, krótko po zwolnieniu trenera reprezentacji Płamena Markowa Borisław Michajłow po raz kolejny zwrócił się do Stoiłowa z propozycją prowadzenia kadry. Ten tym razem nie odmówił, ale zastrzegł, że nie zrezygnuje z pracy w Liteksie. Michajłow zapowiedział rozmowy z prezesem klubu, a w przypadku jego oporu ws. zwolnienia Stoiłowa, nie wykluczył tego, że selekcjoner będzie łączył pracę z reprezentacją z działalnością w Liteksie.
Z Liteksem zdobył w sezonie 2008–2009 Puchar Bułgarii. Jednak, kiedy klub przegrał w eliminacjach do fazy grupowej Ligi Europy z białoruskim BATE Borysów, w sierpniu 2009 Stoiłow złożył dymisję. Odtąd poświęcił się wyłącznie pracy z kadrą.
W eliminacjach do Mundialu 2010 jego podopieczni zajęli trzecie miejsce, przegrywając z Włochami oraz Irlandią, z którą dwukrotnie zremisowali. Stoiłow rozpoczął również przygotowania do kwalifikacji do Euro 2012; jednak w czterech spotkaniach sparingowych Bułgarzy zanotowali trzy porażki (z Polską, Belgią i Rosją) oraz jeden remis (z RPA), dodatkowo w tym czasie z kadrą postanowił się pożegnać jej dotychczasowy lider i najskuteczniejszy w historii strzelec Dimityr Berbatow. Fatalną passę drużyna kontynuowała w samych eliminacjach: przegrała dwa pierwsze mecze, z Anglią (0:4) i Czarnogórą (0:1). Po tym ostatnim Stoiłow podał się do dymisji. Bilans jego drugiej kadencji zamknął się na pięciu zwycięstwach, czterech remisach i aż siedmiu przegranych.

### Po rozstaniu z kadrą
Kilka miesięcy po rozstaniu z kadrą, w grudniu 2010, zastąpił Slobodana Krčmarevicia na stanowisku szkoleniowca Anorthosisu Famagusta. Wśród jego podopiecznych w tym czasie byli m.in. wychowanek z Lewskiego i reprezentacji Stanisław Angełow oraz polski bramkarz Wojciech Kowalewski. W pierwszym sezonie swojej pracy Stoiłow zajął z Anorthosisem trzecie miejsce w lidze i dotarł do półfinału Pucharu Cypru, w którym przegrał w dwumeczu (1:1 i 1:2) z Apollonem Limassol. Mimo to klub awansował do rozgrywek Ligi Europy. Jednak stąd odpadł już w trzeciej rundzie, po porażce w dwumeczu (0:2 i 2:1) z macedońskim FK Rabotniczki Skopje. Słabsze wyniki w europejskich pucharach oraz porażka w prestiżowym meczu derbowym z Omonią Nikozja sprawiły, że we wrześniu 2011 Stoiłow został zwolniony.
Do pracy szkoleniowej powrócił dopiero ponad rok później. W grudniu 2012 podpisał kontrakt z Botewem Płowdiw.

## Sukcesy
| Kariera piłkarska - FK Chaskowo: - awans do ekstraklasy w sezonie 1989–1990 - CSKA Sofia: - wicemistrzostwo Bułgarii 1994 - Lewski Sofia: - mistrzostwo Bułgarii 1995, 2000, 2001 i 2002, - wicemistrzostwo Bułgarii 1992, 1999 i 2003 - Puchar Bułgarii 1991, 1992, 2000, 2002 i 2003 | Kariera szkoleniowa - Lewski Sofia: - mistrzostwo Bułgarii 2006 i 2007, - wicemistrzostwo Bułgarii 2004 i 2008, - Puchar Bułgarii 2005 i 2007, - Superpuchar Bułgarii 2005 i 2007, - ćwierćfinał Pucharu UEFA 2005–2006 - awans do Ligi Mistrzów 2006/2007 (runda grupowa) - Liteks Łowecz: - Puchar Bułgarii 2009 - Anorthosis Famagusta: - półfinał Pucharu Cypru 2011 - Indywidualnie: - Trener sezonów: 2005–2006, 2006–2007 i 2008–2009 w Bułgarii |